# 羽賀たみこ
羽賀 たみこ（はが たみこ）は、日本のレポーター。福島県出身。

## 経歴
- 福島市立庭坂小学校､福島市立吾妻中学校､福島県立福島北高等学校卒業、「スター誕生!」予選に出場経験がある。2007年時点でTBSテレビの情報番組「ピンポン!」に出演中。[1]
- 体脂肪を減らすダイエットに挑戦したことが書籍で取り上げられている。[2]

## 交友関係
自身が携わっている巣鴨ジュニア倶楽部の大運動会に大木凡人、駒田健吾、古森章斗（元TBSアナウンサー）、堀井美香、岡田はるこ（フリーアナウンサー）を紹介している。

## 出演番組
- 気になるワイド 鈴木順のまんなかラジオ（TBSラジオ）